# Герб Довжанського району
Герб Довжанського райо́ну — офіційний символ Довжанського району Луганської області.

## Опис

### Кольори
Герб має такі кольори:
- Зелений
- Золотий
- Сріблястий
- Чорний
- Коричневий

### Символи
Молоти символізують шахтарську та металургійну працю. Чорний колір символізує поклади нафти у цьому районі, сірий символізує вугілля а зелений великі поля.
Сонце символізує велич району. Клейноди символізують велике українське населення та владу.